# Lidingöbanan
| Wagen 555 erreicht die Haltestelle Kottla |                                                                                       |                                                             |                                                             |
| Geographisch korrekter Linienplan |                                                                                       |                                                             |                                                             |
| Streckenlänge: | 9,2 km                                                                                |                                                             |                                                             |
| Spurweite: | 1435 mm (Normalspur)                                                                  |                                                             |                                                             |
| Streckenklasse: | C2                                                                                    |                                                             |                                                             |
| Stromsystem: | Oberleitung 750 V =                                                                   |                                                             |                                                             |
| Maximale Neigung: | 29 ‰                                                                                  |                                                             |                                                             |
| Minimaler Radius: | 300 m                                                                                 |                                                             |                                                             |
| Streckengeschwindigkeit: | 80 km/h                                                                               |                                                             |                                                             |
| Zugbeeinflussung: | ATC                                                                                   |                                                             |                                                             |
| Zweigleisigkeit: | insgesamt 5,4 km: Ropsten–Torsvik Baggeby–AGA Skärsätra–Kottla Käppala–Gåshaga brygga |                                                             |                                                             |
| |                                                                                       |                                                             |                                                             |
| \| \| 0,0 \| 21 Ropsten Übergang 13 (1967–) \| 21 Ropsten Übergang 13 (1967–) \| \| \| 0,1 \| Ropsten Lidingöbanan nach Humlegården (1925–1967) \| Ropsten Lidingöbanan nach Humlegården (1925–1967) \| \| \| 0,15 \| Güterverkehr zur Värtabanan (1914–1982) \| Güterverkehr zur Värtabanan (1914–1982) \| \| \| \| \| \| \| \| \| \| \| \| \| \| Lilla Lidingöbron (750 m) \| \| \| \| \| \| \| \| \| 0,8 \| Norra Lidingöbanan (1914–1971) \| Norra Lidingöbanan (1914–1971) \| \| \| 0,83 \| Brogrenen (1925–1971) \| Brogrenen (1925–1971) \| \| \| \| Länsväg 227 \| \| \| \| 1,1 \| Torsvik/Millesgården (1925–) \| Torsvik/Millesgården (1925–) \| \| \| 1,4 \| Herserud (1914–1983) \| Herserud (1914–1983) \| \| \| \| Baggeby Gårds väg \| \| \| \| 2,3 \| Baggeby \| Baggeby \| \| \| \| Bodalsvägen \| \| \| \| 2,8 \| Bodal \| Bodal \| \| \| \| Larsbergsvägen \| \| \| \| 3,4 \| Larsberg \| Larsberg \| \| \| \| \| \| \| \| 3,6 \| \| \| \| \| \| Betriebswerk und Zugdepot \| \| \| \| 4,1 \| \| \| \| \| \| Agaplansvägen \| \| \| \| 4,2 \| AGA ehem. Zugdepot (1916–1983) \| AGA ehem. Zugdepot (1916–1983) \| \| \| 4,3 \| \| \| \| \| \| Södra Kungsvägen \| \| \| \| 4,7 \| Centralvägen (–2000) \| Centralvägen (–2000) \| \| \| 5,0 \| Skarsätra (2000–) \| Skarsätra (2000–) \| \| \| 5,2 \| Parkvägen (–2000) \| Parkvägen (–2000) \| \| \| 5,6 \| Kottla \| Kottla \| \| \| \| Kottlavägen \| \| \| \| \| \| \| \| \| \| Gåshagavägen \| \| \| \| \| Linksverkehr Rechtsverkehr \| \| \| \| 6,5 \| Högberga \| Högberga \| \| \| \| Vattenvägen \| \| \| \| 7,2 \| Brevik \| Brevik \| \| \| \| Hövdingevägen \| \| \| \| \| Bovetevägen \| \| \| \| 8,1 \| Käppala (1920–) \| Käppala (1920–) \| \| \| \| Herkulesvägen \| \| \| \| 8,4 \| Rastaspåret (Güterverk. 1928–1982, Personenverk. 1962–1972) \| Rastaspåret (Güterverk. 1928–1982, Personenverk. 1962–1972) \| \| \| 8,5 \| Talluden (1917–2013) \| Talluden (1917–2013) \| \| \| 8,8 \| Gåshaga (2015–) \| Gåshaga (2015–) \| \| \| 8,9 \| Gåshaga övre (1916–1946) / Gåshaga (1946–2013) \| Gåshaga övre (1916–1946) / Gåshaga (1946–2013) \| \| \| \| Södra Kungsvägen \| \| \| \| 9,0 \| Anschluss LIVA (1961–1982) \| Anschluss LIVA (1961–1982) \| \| \| \| \| \| \| \| 9,2 \| 21 Gåshaga brygga (2001–) Gåshaga nedre (1916–1946) \| 21 Gåshaga brygga (2001–) Gåshaga nedre (1916–1946) \| \| \| \| \| \| |                                                                                       |                                                             |                                                             |
| U-Bahn-Kopfbahnhof Streckenanfang | 0,0                                                                                   | 21 Ropsten Übergang 13 (1967–)                              | 21 Ropsten Übergang 13 (1967–)                              |
| U-Bahn-Haltepunkt / Haltestelle quer (Strecke außer Betrieb) · U-Bahn-Abzweig geradeaus und ehemals von rechts | 0,1                                                                                   | Ropsten Lidingöbanan nach Humlegården (1925–1967)           | Ropsten Lidingöbanan nach Humlegården (1925–1967)           |
| Strecke quer (außer Betrieb) · U-Bahn-Abzweig mit Eisenbahn geradeaus und ehemals von rechts | 0,15                                                                                  | Güterverkehr zur Värtabanan (1914–1982)                     | Güterverkehr zur Värtabanan (1914–1982)                     |
| U-Bahn-Strecke Anfang Hochstrecke |                                                                                       |                                                             |                                                             |
| U-Bahn-Überleitstelle / Spurwechsel |                                                                                       |                                                             |                                                             |
| U-Bahn-Strecke unter Wasserlauf Ende Hochstrecke |                                                                                       | Lilla Lidingöbron (750 m)                                   | Lilla Lidingöbron (750 m)                                   |
| |                                                                                       |                                                             |                                                             |
| U-Bahn-Abzweig geradeaus und ehemals nach links | 0,8                                                                                   | Norra Lidingöbanan (1914–1971)                              | Norra Lidingöbanan (1914–1971)                              |
| | 0,83                                                                                  | Brogrenen (1925–1971)                                       | Brogrenen (1925–1971)                                       |
| |                                                                                       | Länsväg 227                                                 |                                                             |
| U-Bahn-Haltepunkt / Haltestelle | 1,1                                                                                   | Torsvik/Millesgården (1925–)                                | Torsvik/Millesgården (1925–)                                |
| ehemaliger U-Bahn-Haltepunkt / Haltestelle | 1,4                                                                                   | Herserud (1914–1983)                                        | Herserud (1914–1983)                                        |
| |                                                                                       | Baggeby Gårds väg                                           |                                                             |
| U-Bahn-Haltepunkt / Haltestelle | 2,3                                                                                   | Baggeby                                                     | Baggeby                                                     |
| |                                                                                       | Bodalsvägen                                                 |                                                             |
| U-Bahn-Haltepunkt / Haltestelle | 2,8                                                                                   | Bodal                                                       | Bodal                                                       |
| |                                                                                       | Larsbergsvägen                                              |                                                             |
| U-Bahn-Haltepunkt / Haltestelle | 3,4                                                                                   | Larsberg                                                    | Larsberg                                                    |
| U-Bahn-Überleitstelle / Spurwechsel |                                                                                       |                                                             |                                                             |
| U-Bahn-Strecke von links · U-Bahn-Abzweig geradeaus und nach rechts | 3,6                                                                                   |                                                             |                                                             |
| U-Bahn-Dienststation / Betriebs- oder Güterbahnhof · U-Bahn-Strecke |                                                                                       | Betriebswerk und Zugdepot                                   | Betriebswerk und Zugdepot                                   |
| U-Bahn-Strecke nach links · U-Bahn-Abzweig geradeaus und von rechts | 4,1                                                                                   |                                                             |                                                             |
| |                                                                                       | Agaplansvägen                                               |                                                             |
| U-Bahn-Bahnhof · U-Bahn-Betriebs-/Güterbahnhof Streckenanfang (Strecke außer Betrieb) | 4,2                                                                                   | AGA ehem. Zugdepot (1916–1983)                              | AGA ehem. Zugdepot (1916–1983)                              |
| U-Bahn-Abzweig geradeaus und ehemals von links · U-Bahn-Strecke nach rechts (außer Betrieb) | 4,3                                                                                   |                                                             |                                                             |
| |                                                                                       | Södra Kungsvägen                                            |                                                             |
| ehemaliger U-Bahn-Haltepunkt / Haltestelle | 4,7                                                                                   | Centralvägen (–2000)                                        | Centralvägen (–2000)                                        |
| U-Bahn-Haltepunkt / Haltestelle | 5,0                                                                                   | Skarsätra (2000–)                                           | Skarsätra (2000–)                                           |
| ehemaliger U-Bahn-Haltepunkt / Haltestelle | 5,2                                                                                   | Parkvägen (–2000)                                           | Parkvägen (–2000)                                           |
| U-Bahn-Haltepunkt / Haltestelle | 5,6                                                                                   | Kottla                                                      | Kottla                                                      |
| |                                                                                       | Kottlavägen                                                 |                                                             |
| U-Bahn-Brücke über Wasserlauf |                                                                                       |                                                             |                                                             |
| |                                                                                       | Gåshagavägen                                                |                                                             |
| U-Bahn-Grenze |                                                                                       | Linksverkehr Rechtsverkehr                                  | Linksverkehr Rechtsverkehr                                  |
| U-Bahn-Haltepunkt / Haltestelle | 6,5                                                                                   | Högberga                                                    | Högberga                                                    |
| |                                                                                       | Vattenvägen                                                 |                                                             |
| U-Bahn-Haltepunkt / Haltestelle | 7,2                                                                                   | Brevik                                                      | Brevik                                                      |
| |                                                                                       | Hövdingevägen                                               |                                                             |
| |                                                                                       | Bovetevägen                                                 |                                                             |
| U-Bahn-Haltepunkt / Haltestelle | 8,1                                                                                   | Käppala (1920–)                                             | Käppala (1920–)                                             |
| |                                                                                       | Herkulesvägen                                               |                                                             |
| U-Bahn-Abzweig geradeaus und ehemals nach links | 8,4                                                                                   | Rastaspåret (Güterverk. 1928–1982, Personenverk. 1962–1972) | Rastaspåret (Güterverk. 1928–1982, Personenverk. 1962–1972) |
| ehemaliger U-Bahn-Haltepunkt / Haltestelle | 8,5                                                                                   | Talluden (1917–2013)                                        | Talluden (1917–2013)                                        |
| U-Bahn-Haltepunkt / Haltestelle | 8,8                                                                                   | Gåshaga (2015–)                                             | Gåshaga (2015–)                                             |
| ehemaliger U-Bahn-Haltepunkt / Haltestelle | 8,9                                                                                   | Gåshaga övre (1916–1946) / Gåshaga (1946–2013)              | Gåshaga övre (1916–1946) / Gåshaga (1946–2013)              |
| |                                                                                       | Södra Kungsvägen                                            |                                                             |
| U-Bahn-Abzweig geradeaus und ehemals nach rechts | 9,0                                                                                   | Anschluss LIVA (1961–1982)                                  | Anschluss LIVA (1961–1982)                                  |
| U-Bahn-Überleitstelle / Spurwechsel |                                                                                       |                                                             |                                                             |
| U-Bahn-Kopfbahnhof Streckenende | 9,2                                                                                   | 21 Gåshaga brygga (2001–) Gåshaga nedre (1916–1946)         | 21 Gåshaga brygga (2001–) Gåshaga nedre (1916–1946)         |
| |                                                                                       |                                                             |                                                             |

Lidingöbanan ist eine Vorortstraßenbahn in Schweden, die die Insel Lidingö mit Stockholm verbindet. Sie wird im Auftrag von Storstockholms Lokaltrafik (SL) betrieben. Die Bahn verkehrt auf der Strecke zwischen der U-Bahn-Endstation Ropsten und der Endhaltestelle Gåshaga Brygga auf dem südlichen Teil von Lidingö.

## Geschichte

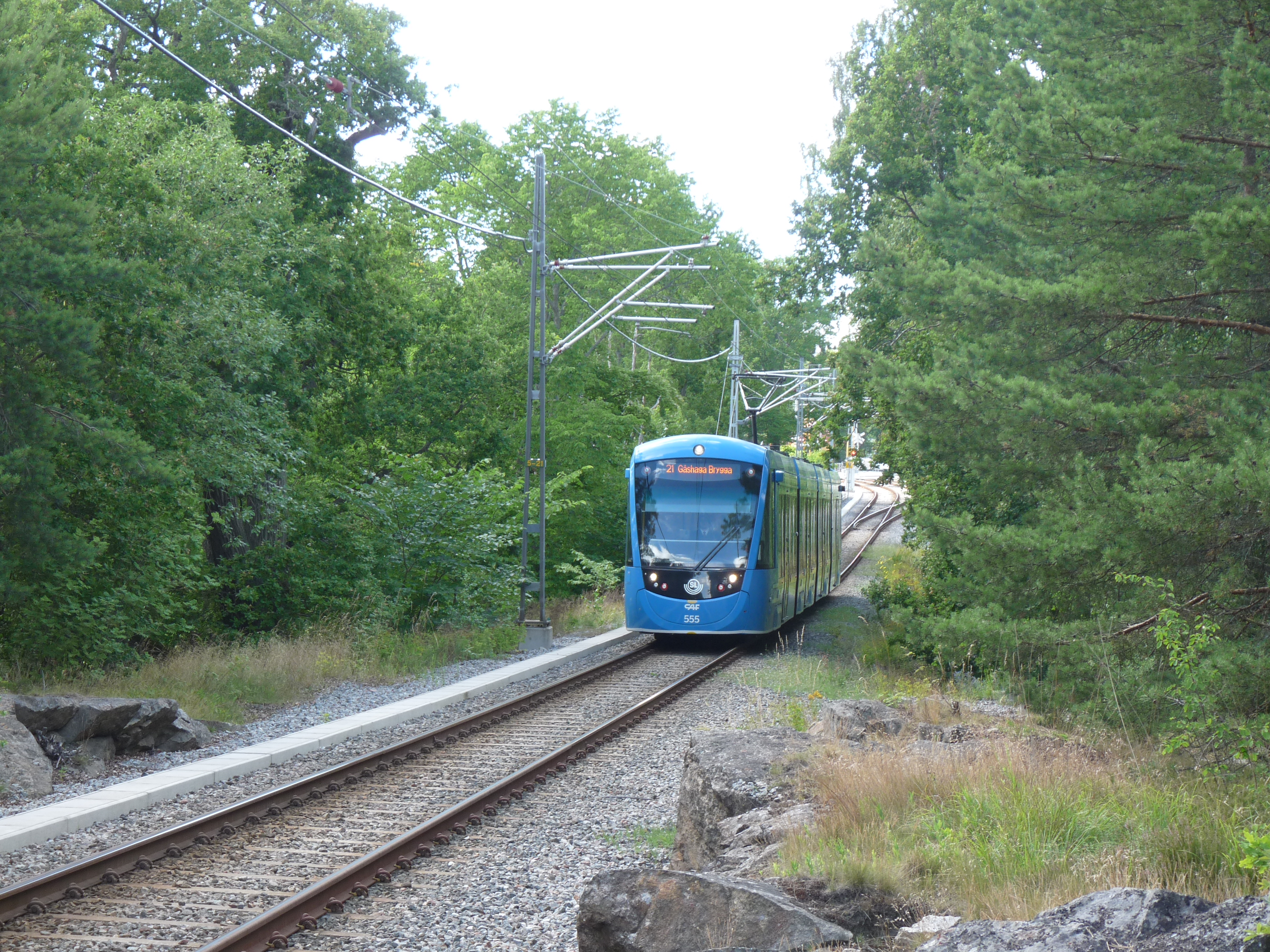
Ein Wagen vom Typ A36 zwischen den Stationen Kottla und Högberga

Die heutige Strecke hieß zu Beginn Stockholm-Södra Lidingöns Järnväg (SSLidJ), Stockholm-Süd Lindigön Eisenbahn, und war eine von zwei Bahnstrecken auf der Insel. Sie startete am 29. Januar 1914 in Herserud, wo neben dem Fähranleger und der Bahnstation bereits ab 1911 ein freistehender Personenaufzug auf das Felsplateau mit der Villa Foresta, heute ein Hotel, und den Ort führte. Sie endete vorerst an der Station Parkvägen in Skärsätra, wurde aber noch im selben Jahr bis Brevik verlängert. 1916 kam dann die Strecke bis Gåshaga nedre, heute Gashåga brygga, an der Ostküste der Insel hinzu. Die notwendige Wagenhalle entstand unterhalb von Bergsätra gegenüber dem Gelände der Aktiebolaget Gas-Accumulator (AGA). Im östlichen Streckenteil wurden 1917 eine Haltestelle Talludden sowie 1920 eine Station Käppala näher an dieser Ortslage zusätzlich gebaut. Mit der Eröffnung der westlichen Streckenverlängerung über die 1925 eröffnete Lidingöbrücke kamen als neue Stationen Torsvik und am Abzweig zur nördlichen Bahnstrecke die Umsteigestation Brogrenen mit dem Vindarna-Tempel als Wartepavillon sowie auf dem Festland mit Anschluss an das Stockholmer Straßenbahnnetz die Station Ropsten hinzu. Außerdem erhielt die südliche Lidingöbahn die Liniennummer 21 und wurde via Lidingövägen und Sturegatan bis in die Innenstadt zur neuen Endstation Humlegården durchgebunden. 1946 wurden im Osten die letzten 300 Meter Strecke bis Gåshaga nedre stillgelegt und Gåshaga övre an der Kreuzung mit dem Södra Kungsvägen wurde mit der kürzeren Benennung Gåshaga neue Endstation. Zwischen 1962 und 1972 gab es dann sogar Personenverkehr nur für Shell-Mitarbeitende auf dem Abzweig „Rastaspåret“.
1967 wurden wegen der Umstellung des Straßenverkehrs auf Rechtsverkehr (Dagen H) große Teile der Straßenbahnlinien Stockholms stillgelegt, die Linie 21 entging diesem Ende, da sie größtenteils auf eigenen Gleisen unterwegs war. Allerdings wurde nunmehr Ropsten zur ersten und gleichzeitig letzten Haltestelle auf dem Festland mit Anschluss an die neueröffnete U-Bahn-Linie 12 der Röda linjen. 1971 entfiel dann mit der Stilllegung der Norra Lidingöbanan die Haltestelle Brogrenen. 1975 erhielt die Linie die neue Liniennummer 221. Als Anfang der 1980er-Jahre die eingesetzten Fahrzeuge ohne Generalsanierung oder Ersatz durch Neufahrzeuge am Ende ihrer Nutzungsdauer angelangt waren, war die Stilllegung fast beschlossen. Aber die Initiative Lidingöbanans vänner (schwedisch für Freunde der Lidingöbahn) erreichte einen Beschluss der Konservativen, Zentrums- und Linkspartei zur Sanierung des Rollmaterials und Erhaltung der Linie.
Im Rahmen der ersten größeren Aus- und Umbauarbeiten an der Lidingöbanan zwischen 1983 und 1986 entfielen die Haltestelle Herserud und aus statischen Gründen ein Brückengleis auf der Gamla Lidingöbro, dafür gab es ein zusätzliches zweites Gleis bis zur neuen, überlangen Haltestelle Torsvik. Als Zugsicherung wurde bis zur Station AGA ein neues Signalsystem von ASEA/ABB eingeführt, was Sicherheit und Leistungsfähigkeit der Strecke deutlich verbesserte. Zum 1. Oktober 1993 wurde mit Abschluss der Modernisierung der eingesetzten Fahrzeuge erstmals auf schwedischen Bahnstrecken Automatic Train Control zur Zugüberwachung eingesetzt. Mit dem zweiten Ausbauprogramm von 2000 bis 2002 wurden die Haltestellen Central- und Parkvägen zur neuen Station Skärsätra zusammengefasst, die neue zweigleisige Verlängerung im Osten zur Endstation Gåshaga brygga errichtet und mehrere Straßenübergänge durch Schrankenanlagen gesichert. Während des dritten, des bisher größten Ausbauprojektes zwischen 2013 und 2015, wurden Abschnitt westliche Baggeby sowie zwischen Skärsätra und Kottla sowie Käppala und Gåshaga zweigleisig ausgebaut. Es wurde das neue Betriebswerk und Zugdepot AGA errichtet, ausgelegt für die Unterbringung von 30 neuen Fahrzeugen mit je 40 Metern Länge für den geplanten Zusammenschluss der Lidingöbanan mit Spårväg City. Wegen der neuen Fahrzeuge wurden sämtliche Haltestellen auf die neue Fahrzeugbreite von 2,65 Metern angepasst und für zukünftigen Betrieb in Doppeltraktion verlängert.
Von der Betriebsaufnahme 1914 bis in die 1990er Jahre wurde sie von Trafik AB Stockholm-Södra Lidingön betrieben, die seit 1969 ein Tochterunternehmen von SL war. Danach wurde die Strecke von Subunternehmern für SL betrieben: bis 2012 von Veolia Transport, bis 2015 von Arriva Sweden AB und seither von Stockholms Spårvägar.
Im Jahr 2009 wurde die bis dahin offiziell als Eisenbahnstrecke klassifizierte Lidingöbanan auf Antrag der SL von 2008 an Järnvägsstyrelsen, die schwedische Bahnverwaltungsbehörde, durch Transportstyrelsen zur Straßenbahnstrecke umklassifiziert.

### Norra Lidingöbanan
Die zweite Strecke war die 1907 eingeweihte Nord Lindigöbahn, die zu Beginn von Islinge über gut zwei Kilometer nach Hersbyholm zum dortigen Wagendepot führte. Sie wurde 1909 über einen weiteren Kilometer nach Kvarnen und Kyrkviken (heute ist dort das Sportzentrum Lidingövallen) verlängert, wo eine Gleisschleife gebaut wurde. Damit war die Gesamtstrecke 3,6 Kilometer lang und verfügte über acht Haltepunkte. Das aus Holz errichtete Wagendepot befand sich in Herbysholm, wurde 1917 ausgebaut und 1949 in Beton neu gebaut. Nach der Stilllegung gab es in dem Gebäude Squashcourts, heute ist darin ein Hotel untergebracht.
Die Norra Lidingöbana wurde nämlich zwei Jahre nach dem Aufkauf von Trafik AB Stockholm-Södra Lidingön durch SL im Jahr 1971 stillgelegt und später abgebaut.

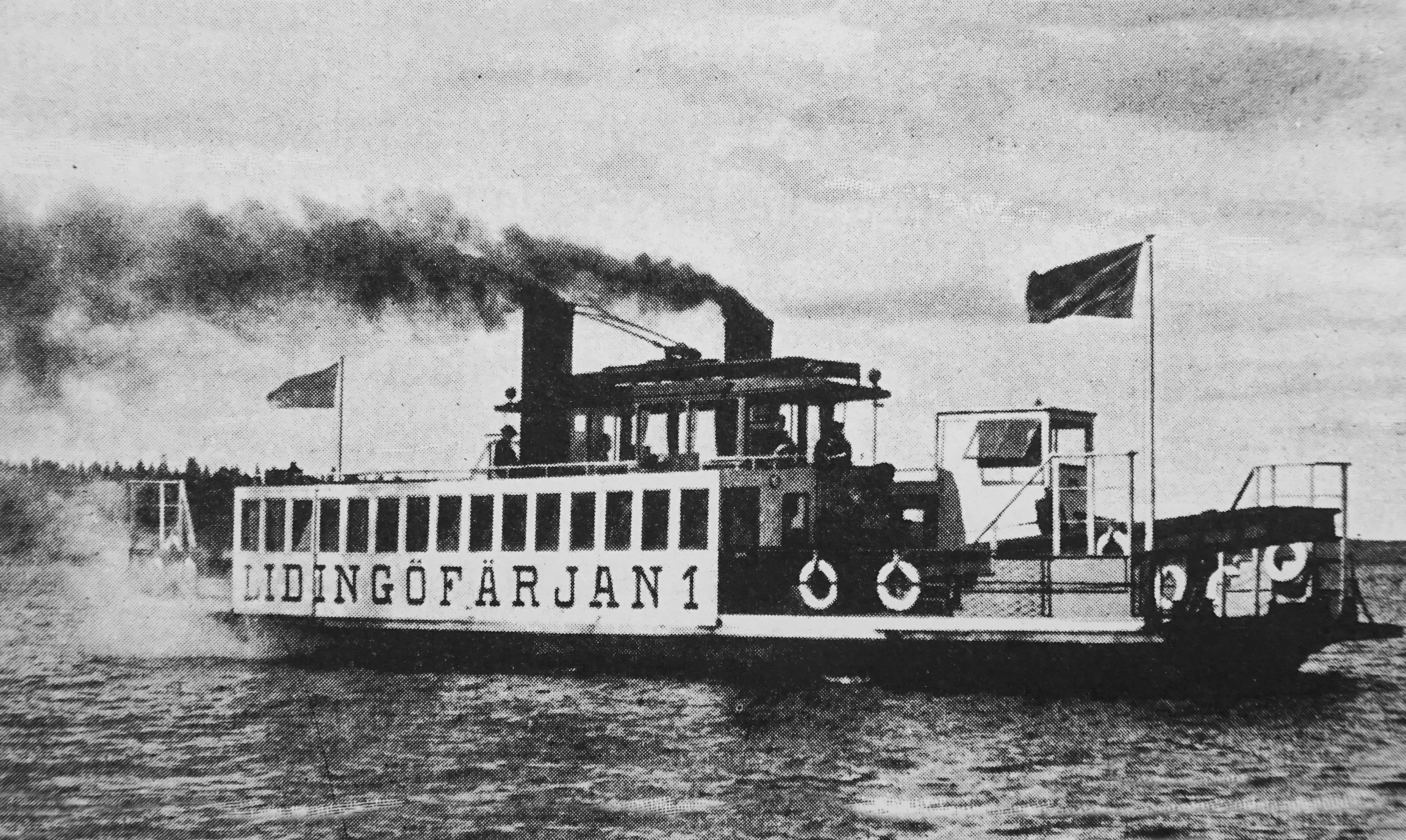
Ein Wagen der Norra Lidingöbanan wird 1910 übergesetzt

Während ihrer Anfangsjahre waren beide Bahnen nicht nur baulich nicht miteinander verbunden, sondern beide Unternehmen verweigerten sich jeglicher Kooperation. So betrieben beide unabhängig voneinander von Islinge ab 1909 sowie von Herserud ab 1914 einen eigenen Fährbetrieb, der Straßenbahnwagen von der Insel auf das Festland nach Ropsten übersetzte, da die vorhandene Pontonbrücke eine Nutzung für Schienenfahrzeuge ausschloss. Erst mit dem Bau der vierten Brücke wurden beide Strecken am östlichen Ende der neuen Brücke am Abzweig Brogrenen miteinander verknüpft und es begann eine gemeinsame Betriebstätigkeit, unter anderem mit dem Austausch von Wagenmaterial. Von 1925 bis 1967 fuhren die Züge beider Lidingö-Bahnen über die Brücke nach Ropsten und von dort auf der Strecke der Stockholmer Straßenbahnlinie 10 via Lidingövägen und Sturegatan bis in das Zentrum von Stockholm. Gemeinsam betriebene Endstation war Humlegården. Als 1967 der Rechtsverkehr in Schweden eingeführt wurde, ist die Verbindung bis Humlegården zusammen mit dem größten Teil des Straßenbahnnetzes eingestellt worden. Als Endstation diente den Lidingö-Bahnen fortan Ropsten, wo im selben Jahr die gleichnamige Endstation einer Zweigstrecke der Röda linjen der U-Bahn eröffnet wurde.
Zwischen dem 21. Juni 2013 und dem 24. Oktober 2015 war die Lidingöbana außer Betrieb. Die Strecke wurde umgebaut, es erfolgte ein teilweiser zweigleisiger Ausbau, der Neubau des Depots an der Haltestelle AGA und die Beschaffung neuer Fahrzeuge. Im Bauzeitraum verkehrten Ersatzbusse (Linien 21X, 21L und 21S). Die ursprünglich nur für anderthalb Jahre geplante Bauphase verlängerte sich, weil erst nach dem Einbau des neuen Signalsystems festgestellt wurde, dass dieses gravierende Fehler hatte und komplett ausgetauscht werden musste.

### Güterverkehr

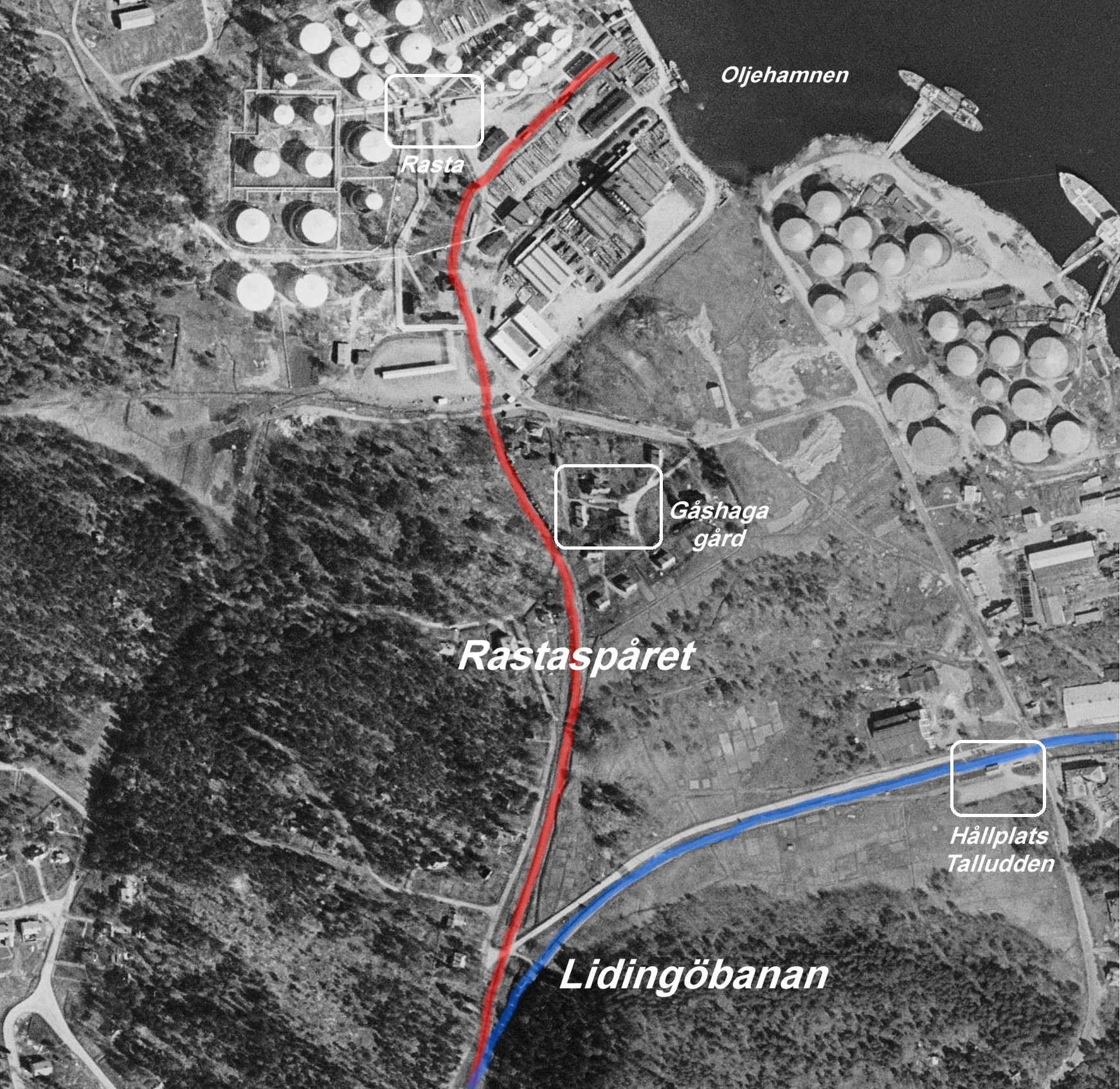
Abzweig Rasta zum Öltanklager in 1960

Als die Gamla Lidingöbron 1925 eingeweiht wurde, verbanden die Lidingö-Bahnen zusätzlich zum Stockholmer Straßenbahnnetz auch die Värtabana von Statens Järnvägar über einen Umsteigebahnhof am Norra Hamnvägen, der den Güterverkehr von und nach Lidingö ermöglichte. Der Güterverkehr begann im Jahr 1925. Bis 1929 wurden einzelne Güterwagen von Straßenbahnen mit einem speziellen Anhänger gezogen, bevor zwei zweiachsige Batterielokomotiven SSLidJ 200 von ASEA gekauft wurden. Es gab Güterverkehr unter anderem zur AGA und zur LIVA Margarinefabrik in Gåshaga. Darüber hinaus gab es in Rasta ein größeres Öltanklager mit täglichem Belieferung. Die 850 Meter lange „Rastaspåret“ (schwedisch für Rastagleis), die 1928 erbaut wurde, zweigte an einer Weiche etwa 100 Meter südwestlich von Hållplats Talluden (schwedisch für Haltestelle Talludden). Gelegentlich kamen auch SJ-Diesellokomotiven des Typs Z65 zum Einsatz. Anfang der 1970er-Jahre unterbreitete Kalmar Verkstad der SSLidJ ein Angebot für diese Diesellokomotiven, der Kauf kam jedoch nicht zustande, da die Z65 nicht so viele Güterwagen ziehen konnte wie die beiden SSLidJ 200 und 201.
Der Güterverkehr ging in den 1970er-Jahren zurück, als die größten Kunden, das Öltanklager in Rasta und die Margarinefabrik in Gåshaga, geschlossen wurden und AGA die Nutzung der Strecke als Transportweg einstellte. Der Güterverkehr wurde 1982 vollständig eingestellt und bei der Sanierung der Gamla Lidingöbro zwischen 1983 und 1986 wurden Güterzüge nicht mehr berücksichtigt. Die Gleisverbindung am Norra Hamnvägen zu den Gleisen der Värtabana wurde nach 2000 stillgelegt und abgebaut. Damit wurde die Lidingöbanan ein Inselbetrieb ohne Verbindung zum Eisenbahnnetz. Seit der Sanierung der gesamten Strecke in den Jahren 2013 bis 2015 lässt das Lastprofil der Strecke auch keinen Güterverkehr mehr zu und die Rasta-Strecke wurde ebenfalls abgebaut.

### Brücke über den Lilla Värtan

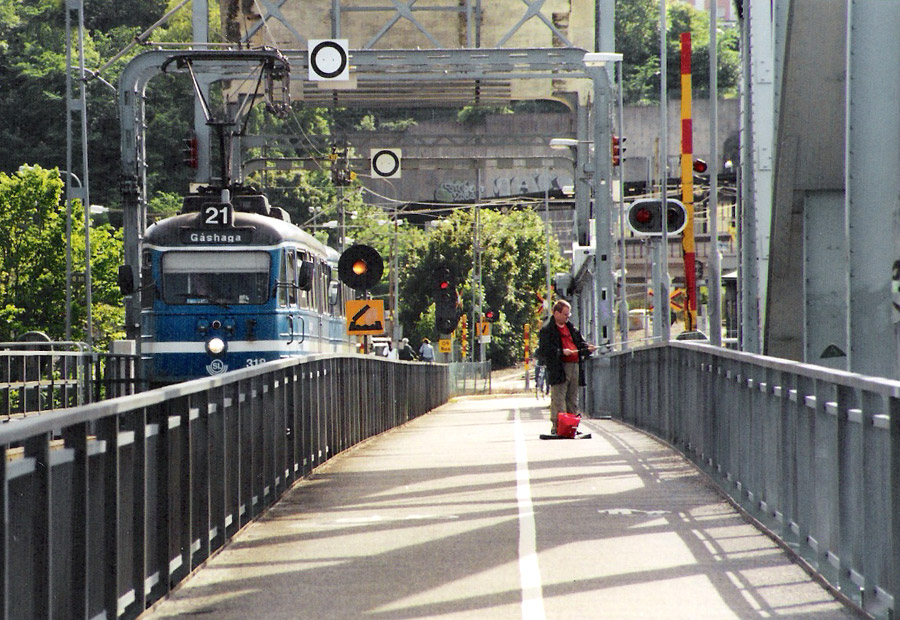
Ein Zug aus A30 und B30 auf der Gamla Lidingöbron zwischen den Stationen Ropsten und Torsvik

Bereits seit der Jahrtausendwende sorgte das Alter der Gamla Lidingöbron verstärkt für Diskussionen. Es gab Befürchtungen, dass die kombinierte Bahn- und Fußgängerbrücke nicht mehr den Sicherheitsanforderungen genügen könnte. Da ein Neubau aus Kostengründen zu jener Zeit fraglich war, gab es Überlegungen, den U-Bahnhof Ropsten und Torsvik, die erste Haltestelle auf Lidingö, mit Bussen zu verbinden und die Brücke stillzulegen. Durch neuere Gutachten wurde der Brücke dann überraschend ein außerordentlich guter Zustand bescheinigt, sodass diese Überlegungen zunächst nicht weiter verfolgt wurden.
Es gab dann in den 2010er-Jahren verschiedene Varianten im Zusammenhang mit dem Vorhaben, die alte Brücke nunmehr doch durch einen Neubau namens Lilla Lidingöbron zu ersetzen. Grundlage hierfür war ein Beschluss des Gemeinderates im Oktober 2012. Eine diskutierte Option besteht darin, im Rahmen des Projekts Spårväg City eine Strecke von der Stockholmer Innenstadt nach Ropsten gebaut werden und mit der Lidingöbana zu verbinden, so dass durchgehende Fahrten von Lidingö bis zum Sergels torg und später nach Kungsholmen angeboten werden könnten. Dieses Projekt war seit 2017 vorübergehend auf Eis gelegt, im Dezember 2022 wurde dann aber vom Parlament der Region Stockholm beschlossen, 20 Millionen Kronen für Planungsleistungen für diese Strecke bereitzustellen.
Eine andere Planung sah vor, die U-Bahn von Ropsten über die neue Brücke bis Lidingö centrum zu verlängern. Diese Strecke wäre somit parallel zum westlichen Abschnitt der Lidingöbana laufen. Wegen dieses Doppelverkehres und der höheren bautechnischen Anforderungen an einen Brückenneubau wurde diese Variante verworfen.
Das Parlament der Region beschloss 2017, den Brückenneubau mitzufinanzieren, obwohl die alte Brücke gemäß einer Vereinbarung aus dem Jahr 1983, die 2016 auslief, allein der Stadt Lidingö gehörte. In 2018 wurde mit dem Bau der neuen Brücke nördlich der Gamla Lidingöbron begonnen und im Oktober 2022 ist der Fuß- bzw. Radverkehr auf die neue Brücke verlegt worden, während die alte gesperrt wurde. Die Gleisbauarbeiten und die Eröffnung des Straßenbahnverkehrs auf der Lilla Lidingöbron verzögerten sich durch bauliche und technische Probleme wiederholt, die Strecke konnte am 26. Mai 2024 wiedereröffnet werden.

## Strecke
| Linie | Strecke                  | Länge  | Stationen |
| ----- | ------------------------ | ------ | --------- |
| 21    | Ropsten – Gåshaga brygga | 9,2 km | 13        |

## Fahrzeuge
Ab 1945 bis zum Beginn der Modernisierung 2013 wurden die Lidingöbahnen mit demselben Wagentyp, den Ängbyvagn bedient. Die in Betrieb verbliebenen Wagen waren bis 1994 grundlegend modernisiert worden.
Seit 2015 werden Zweirichtungs-Gelenktriebwagen des Typs SL A36 eingesetzt.  Das ist die Typenbezeichnung von SL für niederflurige Triebwagen vom Typ CAF Urbos AXL. Sie sind mit automatischer Zugbeeinflussung und WLAN ausgestattet. Der A36 ist die vierteilige, längere Version des Typs A35, der dreiteilig auf Nockebybanan, Tvärbanan und Spårväg City seit 2013 zum Einsatz kommt. Der Wagentyp A36 ist für den Verkehr auf der Lidingöbana angepasst und verfügt mit 100 Sitzplätzen über eine deutlich höhere Fahrgastkapazität. Ansonsten sind beide Straßenbahnen von CAF identisch. Beide Typen sind als Einzelwagen gedacht, können aber auch in Doppeltraktion betrieben werden. Derzeit (2024) gibt es neun Einheiten des Typs A36 (Wagennummern 551 bis 559), die im Lidingö-Depot für den Verkehr abgestellt sind, den AB Stockholms Spårvägar im Auftrag der Region Stockholm auf der Lidingöbana durchführt. Beide Typen im Vergleich:
| Typ | Sitzplätze | Stehplätze Anm. 1 | Gesamtplätze | Länge    | Breite | Gesamtgewicht | Anzahl Segmente | Max. Dauerleistung | Motortyp     | Vmax    | im Einsatz seit | ATC |
| --- | ---------- | ----------------- | ------------ | -------- | ------ | ------------- | --------------- | ------------------ | ------------ | ------- | --------------- | --- |
| A35 | 72         | 143               | 215          | 30,80 m  | 2,65 m | ca. 51 t      | 3               | 560 kW             | ABB 4RBA2744 | 90 km/h | 2013            | Ja  |
| A36 | 100        | 187               | 287          | 39,475 m | 2,65 m | ca. 66 t      | 4               | 700 kW             | ABB 4RBA2744 | 90 km/h | 2015            | Ja  |

## Betrieb

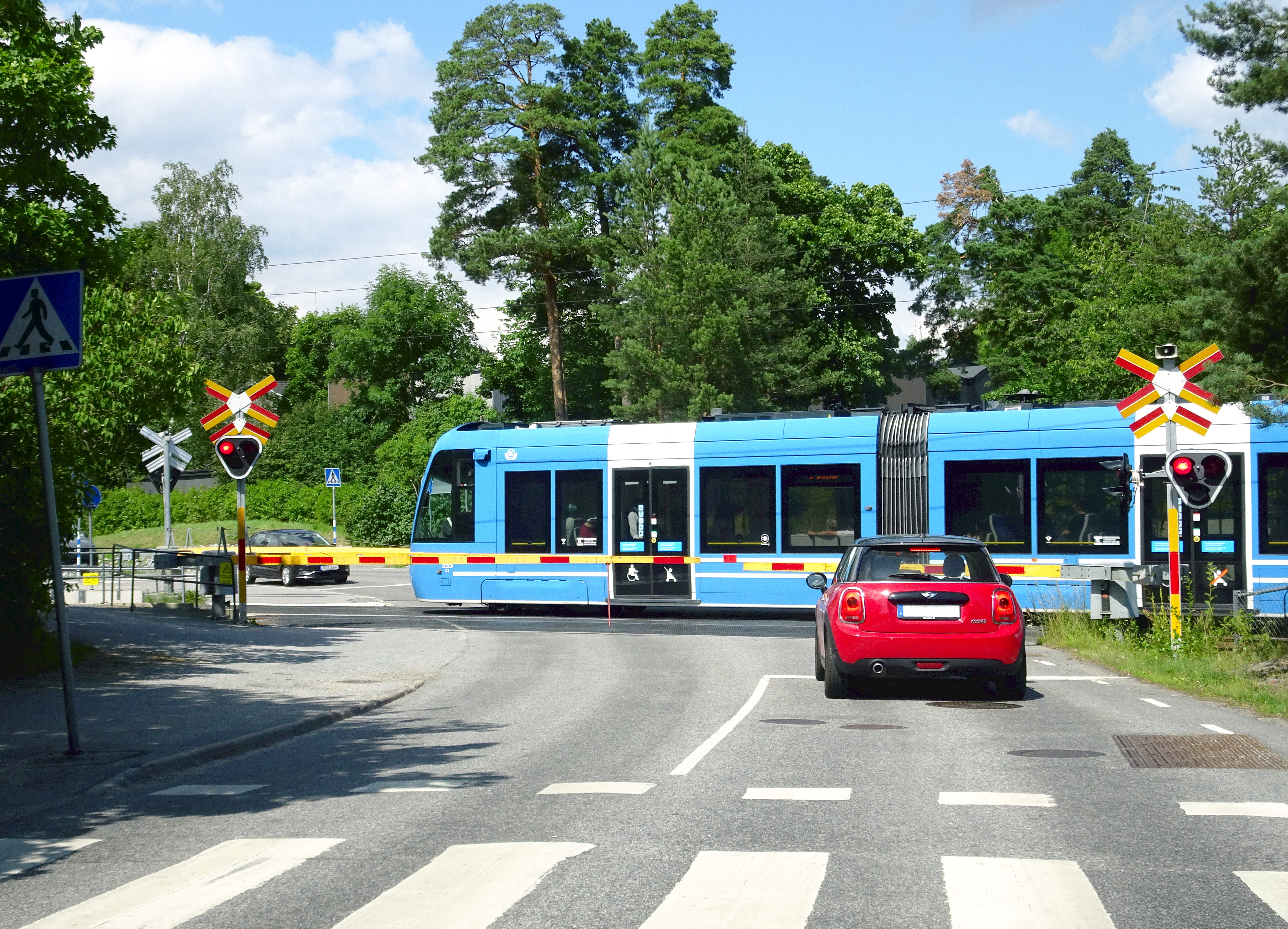
Wagen 555 quert den Bahnübergang am Kottlavägen im Juli 2021

Neben den zweigleisigen Abschnitten sind auch beide Stationen Brevik und Högberga im eingleisigen Abschnitt von Kottla nach Käppala als Kreuzungsstellen zweigleisig ausgebaut. Die Station AGA ist für einen Wendezugbetrieb auf dem Abschnitt Ropsten–AGA dreigleisig ausgebaut. Es gibt Überleitstellen vor dem Depot sowie vor der Endstation Gåshaga bryyga.
Die Strecke wird hauptsächlich im Rechtsverkehr betrieben, auf dem Abschnitt Högberga–Gåshaga gilt jedoch Linksverkehr.
Die Lidingöbana verläuft vollständig auf einem eigenen Fahrweg. Sie ist mit dem Signalsicherungssystem Trainguard Zub 222 von Siemens ausgestattet, welches auch auf der Saltsjöbana eingesetzt wird. Die Strecke ist daher mit Achszählern, Fernblockierung und ATC ausgestattet. Bei Bedarf und wenn ATC nicht funktioniert, wird im Zugmeldebetrieb gefahren. Die Strecke ist mit 750 V Gleichspannung elektrifiziert. Gleichrichterstationen befinden sich in Ropsten, Baggeby, AGA, Brevik und Gåshaga. Zum Depot gehört eine eigene Gleichrichterstation.
Obwohl die Lidingöbana auf etwa vier Zehntel der Strecke nur eingleisig ist, ist die Taktfrequenz relativ hoch und beträgt während der Hauptverkehrszeit alle 10 Minuten je Fahrtrichtung. Das bedeutet, dass ein Zug alle 5 Fahrminuten auf einen anderen Zug trifft, wenn diese die gleiche Geschwindigkeit haben, was 3–4 Begegnungen pro Fahrt bedeutet, da eine Fahrt zwischen beiden Endstationen 20 Minuten dauert. Zwischen Ropsten und AGA besteht die Möglichkeit, zusätzliche Wagen zu fahren, was dort einen durchgehenden 5-Minuten-Takt ermöglicht. Aufgrund mangelnder Kapazität nach dem Ausbau des zweiten Gleises auf der alten Brücke in 1986 mussten die zusätzlichen Wagen jedoch als Direktverbindungen auf diesem Abschnitt verkehren. Mit der Eröffnung des zweigleisigen Brückenneubau fiel diese Einschränkung 2024 wieder weg.
Eine Besonderheit für Straßenbahnen ist, dass auf der Lidingöbanan alle Bahnübergänge mit Straßen durch Schrankenanlagen gesichert sind.

### Wartepavillons

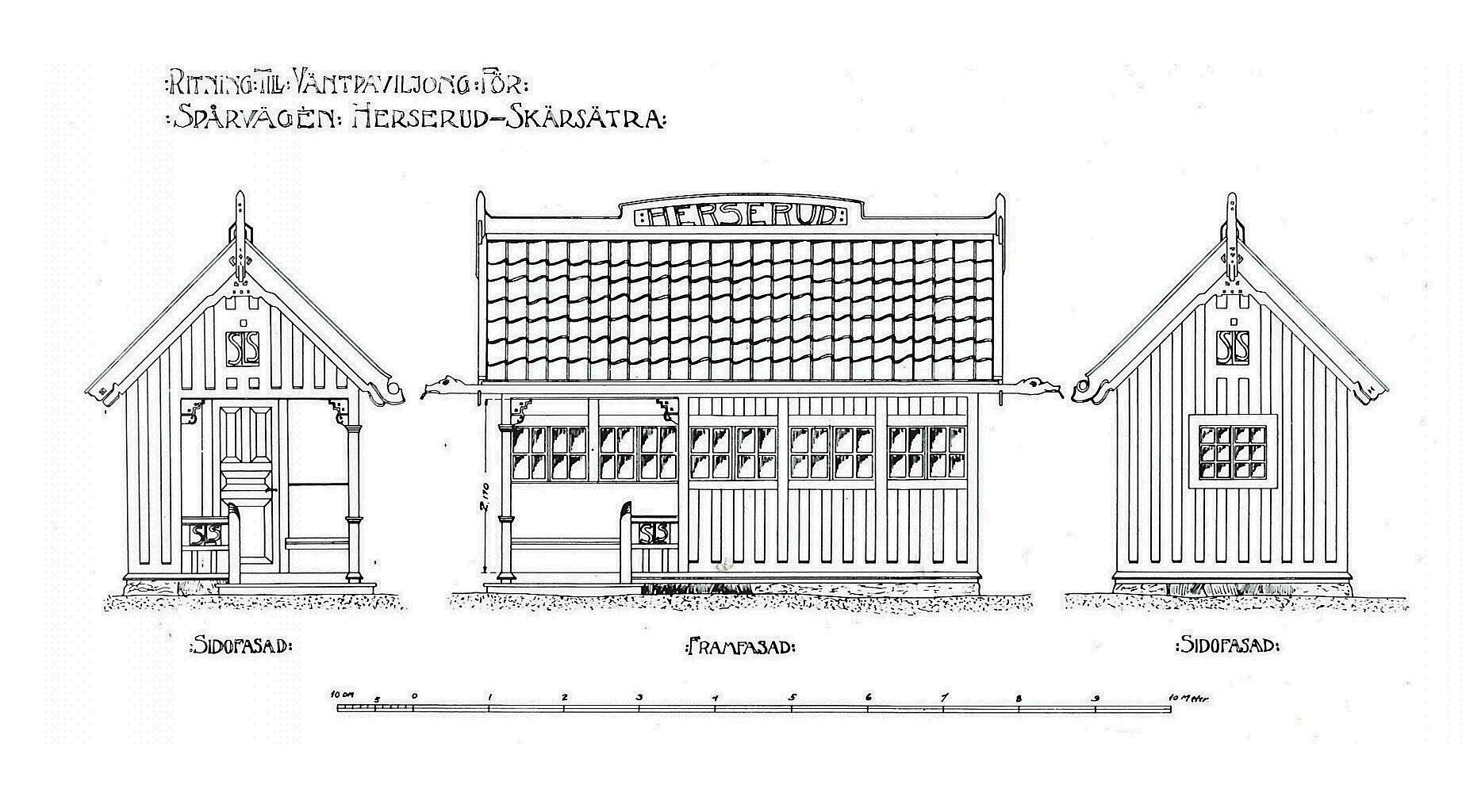
Typzeichnung für „Väntpaviljong för Spårvägen Herserud-Skärsätra“ (Wartepavillon für Straßenbahn Herserud-Skärsätra), 1913

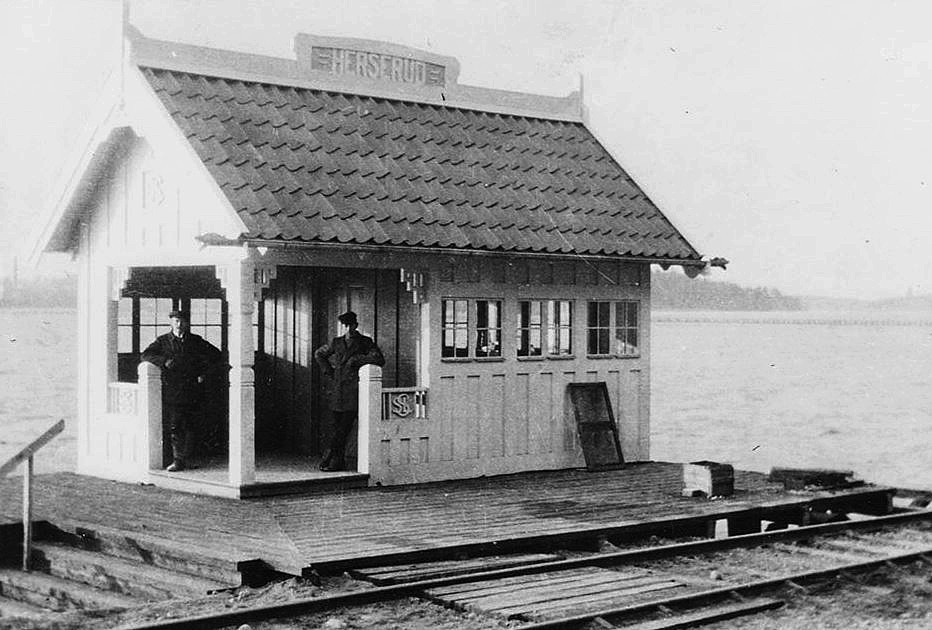
Wartepavillon in Herserud im Jahr 1914, heute an der Haltestelle Högberga

Für die Haltestellen der Södra Lidingöbanan wurden kleine Bahnhofshäuschen aus Holz als Wetterschutz, manchmal auch mit Zeitungskiosk und als einfacher Service für die Reisenden errichtet. Als Vorbild dienten die Wartepavillons an der Strecke der Djursholmsbanan. Sie wurden im nationalromantischen Stil mit altnordischen Details wie Drachenköpfen an den Enden der Dachrinnen gestaltet. Die Fassaden bestehen aus Deckplatten und kleinen Lamellenfenstern. Die ursprüngliche Farbgebung bestand aus heller Ölfarbe mit gebrochenem hellem Ocker. Im Inneren waren die Wände mit Perlmuttpaneelen verkleidet und der Innenraum bestand aus festen Holzbänken. Der Stationsname wurde in Form eines Blitzes auf dem Dachfirst angegeben. Auf den Giebeln und Handläufen war das Monogramm SSL der Strecke angebracht, das für Stockholmer Södra-Lidingö-Bahn steht. Auf dem Dach zum Bahnsteig hin befand sich außerdem eine Bahnhofsuhr der bekannten Uhrenfabrik Linderoth in Stockholm. Die ältesten Wartepavillons stammen aus der Zeit der Einweihung der Strecke im Jahr 1914.
Viele sind erhalten und stellen heute ein wichtiges kulturhistorisches Erbe dar, sie wurden in einer 2011 im Auftrag der Stadt Lidingö durchgeführten kulturhistorischen Gebäudeinventur in die Denkmalliste aufgenommen.

### Unfälle
- Am 4. Juli 1952 kam es zu einem Frontalzusammenstoß, als der Zug aus Gåshaga mit dem Stockholmer Zug zwischen Högberga und Kottla kollidierte.[23][24]
- Am 6. Oktober 1971 kollidierte ein Zug in Richtung Süden mit einem Zug in Gegenrichtung knapp südlich der Haltestelle Brevik. 20 Menschen wurden verletzt, 9 davon mussten ins Krankenhaus eingeliefert werden.[25]
- Am 31. Oktober 2008 starb eine Person, nachdem sie an der Station Larsberg vom Drehgestell zwischen zwei Waggons erdrückt wurde.[26][27]
- Am 1. Dezember 2012 starb eine Person, nachdem sie an der Haltestelle Baggeby angefahren worden war.[28]
- Am 4. Dezember 2015 kollidierte Wagen 552 bei einer Geschwindigkeit von 60 km/h mit einem umgestürzten Baum auf der Strecke zwischen Käppala und Brevik. Alle an Bord kamen mit leichten Verletzungen davon.[29]